# The Flaming Lips
The Flaming Lips är en amerikansk experimentell musikgrupp från Oklahoma City som bildades 1983. De är kända för sina "galna scenshower" och experimenterande. Gruppens namn sägs komma från en dröm som Wayne Coyne hade där han blev passionerat kysst i baksätet i sin bil av en brinnande Jungfru Maria.
Gruppen består för närvarande av Wayne Coyne (sång, gitarr, keyboards), Steven Drozd (trummor, gitarr, bas, keyboards, sång), Derek Brown (gitarr, keyboards), Matt Ducksworth Kirksey (trummor) och Tommy McKenzie (bas). Originalmedlemmen Michael Ivins (bas, keyboards) lämnade bandet under sommaren 2021 utan att det uppmärksammades officiellt.
Den 5 december 2006 döptes en gata i Oklahoma City efter bandet.

## Historia
Från början var det Waynes bror Mark som sjöng. Men efter sin brors avhopp tog Wayne över rollen som sångare, och strax därefter släppte bandet sitt första riktiga album, Hear It Is, 1986. Albumet följdes kort därpå av Oh My Gawd!!!, 1987 och Telepatic Surgery, 1988. Året därpå spelades In a Priest Driven Ambulance in med diverse medlemsbyten. 1992 släppte The Flaming Lips Hit to Death in the Future Head. Efter att albumet släppts hoppade två medlemmar av och ersattes bland andra av Steven Drozd som fortfarande är kvar som medlem.
1993 släpptes Transmissions from the Satellite Heart. Albumet blev en stor succé och ledde till ett intensivt turnerande som förband till band som Red Hot Chili Peppers och Candlebox. Clouds Taste Metallic släpptes 1995, men blev inte alls lika uppskattad som det föregående albumet vilket ledde till ett avhopp. Zaireeka som släpptes 1997 var en 4-diskutgåva som var menad att spelas samtidigt. Detta var ett experimenterande från bandets sida för att omdefiniera sin musikala riktning. The Soft Bulletin släpptes 1999.
2002 släpptes Yoshimi Battles the Pink Robots och blev bandets dittills största succé. Skivans sista spår, "Approaching Pavonis Mons by Balloons (Utopia Planitia)" vann 2002 en grammy för "Best Rock Instrumental Performance". Yoshimi sålde guld den 10 april 2006. At War With the Mystics släpptes 2006 och låten "The Wizard Turns On... The Giant Silver Flashlight and Puts on His Werewolf Moccasins" tilldelades även den en grammy, för "Best Rock Instrumental Performance" 2006. Albumet Embryonic släpptes 2009. Det är det första dubbelalbumet som bandet producerat.

## Medlemmar
Nuvarande medlemmar
- Wayne Coyne – sång, gitarr, keyboard (1983– )
- Steven Drozd – trummor, gitarr, keyboard, basgitarr, bakgrundssång, sång (1991– )
- Derek Brown – gitarr, keyboard, slagverk, bakgrundssång (2009– )
- Matt Duckworth Kirksey – trummor, slagverk, keyboard (2014–)
- Tommy McKenzie – bas (2021–)

Tidigare medlemmar
- Mark Coyne – sång (1983–1985)
- Dave Kostka – trummor (1983–1984)
- Richard English – trummor, keyboard, bakgrundssång (1984–1988)
- Nathan Roberts – trummor (1989–1991)
- Jonathan Donahue – gitarr, bakgrundssång (1989–1991)
- Jon Mooneyham – gitarr (1991)
- Ronald Jones – gitarr, bakgrundssång (1991–1996)
- Kliph Scurlock – trummor, slagverk (2002–2014)
- Jake Ingalls – gitarr, keyboard (2013–2021)
- Michael Ivins – basgitarr, keyboard, bakgrundssång (1983–2021)
- Nicholas Ley - slagverk, trummor, sampling (2014–2023 )

## Diskografi
Studioalbum
- 1986 – Hear It Is
- 1987 – Oh My Gawd!!!...The Flaming Lips
- 1989 – Telepathic Surgery
- 1990 – In a Priest Driven Ambulance (with Silver Sunshine Stares)
- 1992 – Hit to Death in the Future Head
- 1993 – Transmissions from the Satellite Heart
- 1995 – Clouds Taste Metallic
- 1997 – Zaireeka
- 1999 – The Soft Bulletin[4]
- 2002 – Yoshimi Battles the Pink Robots
- 2006 – At War with the Mystics
- 2009 – Embryonic
- 2009 – The Flaming Lips and Stardeath and White Dwarfs with Henry Rollins and Peaches Doing The Dark Side of the Moon
- 2012 – The Flaming Lips and Heady Fwends[5]
- 2013 – The Terror
- 2014 – With a Little Help from My Fwends
- 2017 – Oczy Mlody
- 2019 – King's Mouth
- 2020 – Amerian Head

EP
- 1984 – The Flaming Lips
- 1990 – Unconsciously Screamin'
- 1991 – Yeah, I Know It's a Drag... But Wastin Pigs Is Still Radical
- 1994 – Due to High Expectations... the Flaming Lips Are Providing Needles for Your Balloons
- 2001 – The Southern Oklahoma Cosmic Trigger Contest
- 2003 – Fight Test
- 2003 – Ego Tripping at the Gates of Hell
- 2005 – Yoshimi Wins! (Live Radio Sessions)
- 2006 – It Overtakes Me
- 2011 – The Flaming Lips 2011 #1: Two Blobs Fucking
- 2011 – The Flaming Lips 2011 #2: The Flaming Lips with Neon Indian
- 2011 – The Flaming Lips 2011 #3: Gummy Song Skull
- 2011 – The Flaming Lips 2011 #4: The Flaming Lips with Prefuse 73
- 2011 – The Flaming Lips 2011 #6: Gummy Song Fetus
- 2011 – The Flaming Lips 2011 #7: The Flaming Lips with Lightning Bolt
- 2011 – The Flaming Lips 2011 #8: Strobo Trip - Light & Audio Phase Illusions Toy
- 2011 – The Flaming Lips 2011 #9: 24 Hour Song Skull
- 2011 – The Flaming Lips 2011 #11: The Flaming Lips with Yoko Ono/Plastic Ono Band
- 2013 – Peace Sword[6]

Singlar (urval)
- 1993 - She Don't Use Jelly (US #55, US Alt #9)[7]
- 2006 - The W.A.N.D. (The Will Always Negates Defeat) (US #108)